# Аль-Битар, Насиб
Шейх Насиб аль-Битар (араб. محمد نسيب البيطار‎; 13 июня 1890 ― 26 июня 1948) ― палестинский юрист.

## Биография

### Ранние годы
Насиб аль-Битар родился 13 июня 1890 года в городе Наблус в Палестине в семье Аль-Сайида Саида Аль-Битара Аль-Хусейни, где он был вторым сыном. Начальное и среднее образование получил в родном городе. Поступил в Университет Аль Азхар в Каире, затем перебрался в Стамбул, чтобы продолжить изучать исламское право. Окончил учёбу, когда началась Первая мировая война .

### Служба в армии
После начала войны вступил в ряды османской армии, был отправлен в военное училище и по его окончании получил офицерское звание. Всего прослужил около четырёх лет, продвигаясь по служебной лестнице. Был удостоен наград за беспорочную службу. Большую часть войны провёл в Ираке.

### Исламский судья
После окончания войны аль-Битар возвратился в Палестину, где устроился на работу в исламский суд. С 1921 года был судьёй в Яффе, с 1923 года ― в Иерусалиме, с 1938 года ― в Газе, с 1942 года ― в Назарете, Дженине и Бейсане. В 1944 году получил назначение в Хайфу и ещё через два года вернулся в Иерусалим.

### Научная деятельность
Аль-Битар ― автор труда о праве наследования в исламе. Впервые он был опубликован в 1931 году под названием «Аль-Фарида Фис Хисаб Аль-Фаридда» . Когда он скончался, выяснилось, что он готовил ещё одну книгу на ту же тему на турецком языке, однако не успел закончить рукопись.

### Лидер мусульманского сообщества
Аль-Битар пользовался большим уважением в исламском сообществе. Всякий раз, когда он приезжал в свой родной город, Наблус, его всегда приглашали провести молитву в главной мечети. Он также был экспертом по арабской каллиграфии и иногда давал уроки в школе Аль-Равда в Иерусалиме. Он был членом литературного и националистического общества Аль-Мунтада аль-Адаби. Он также писал стихи, хотя никогда не публиковал их, только лишь читал их в кругу своих друзей-интеллектуалов на собраниях в меджлисе.

### Смерть
В июне 1948 года, во время Арабо-израильской войны, аль-Битар почувствовал сильную головную боль, однако ни одна больница в Палестине не смогла принять его по причине перегруженности. В итоге он был доставлен в итальянскую больницу в Аммане, где и скончался 26 июня. Был похоронен в Наблусе. 26 июня 1967 года в этом же госпитале умерла его жена Бахия.